# Sandra Couture
Pour les articles homonymes, voir Couture (homonymie).
Sandra Couture (née le 15 mars 1983 à Saint-Georges de Beauce, au Québec) est une joueuse canadienne de football féminin qui évolue pour le club français FCF Juvisy, en division 1 féminine française. Elle joue au poste d'attaquant. 
Elle a rejoint l'équipe féminine Juvisy lors de la saison 2009–2010  après une carrière avec le club les Carabins de l'Université de Montréal, et avec les Comètes de Laval.

## Carrière

### Club
De 2002 à 2006, Sandra Couture marque cinquante-deux buts avec les Carabins : un record de tous les temps jamais égalé dans la Ligue universitaire de soccer du Québec et le dans Sport interuniversitaire canadien. Ses deux seules saisons (2007 et 2008) dans la W-League avec les Comètes de Laval furent cependant marquée par de nombreuses blessures toutes assez sérieuses.

### Sélection
Au niveau international, Sandra Couture a été membre de l'équipe nationale universitaire du Canada au Universiade d'été 2005 et au Universiade d'été 2007.

### Liens
- Ressources relatives au sport :   - FootballDatabase
  - Footoféminin
  - Soccerdonna
  - Soccerway
- Portrait - Sandra Couture, la femme qui marquait des buts
- Sandra Couture , mérite sportif Soccer Or 2007, Fédération de soccer du Québec